# Lijst van beschermd erfgoed in de gemeente Rosport-Mompach
In deze lijst van beschermd erfgoed in de gemeente Rosport-Mompach zijn alle geclassificeerde nationale monumenten van de Luxemburgse gemeente Rosport-Mompach opgenomen.

## Monumenten per plaats

### Girsterklaus
| Object                    | Bouwjaar/architect | Locatie | Datum beschermd?     | Coördinaten | Afbeelding |
| ------------------------- | ------------------ | ------- | -------------------- | ----------- | ---------- |
| Kapel Notre-Dame de Girst |                    |         | 20 januari 1939 (MN) |             |            |

### Givenich
| Object                               | Bouwjaar/architect | Locatie | Datum beschermd?  | Coördinaten | Afbeelding |
| ------------------------------------ | ------------------ | ------- | ----------------- | ----------- | ---------- |
| Gebouwen van de oude boerderij Casel |                    |         | 19 juli 2001 (IS) |             |            |

### Herborn
| Object | Bouwjaar/architect | Locatie         | Datum beschermd?      | Coördinaten | Afbeelding |
| ------ | ------------------ | --------------- | --------------------- | ----------- | ---------- |
| Kapel  |                    | rue Principale  | 30 januari 1992 (IS)  |             |            |
| Gebouw |                    | Haaptstrooss 40 | 24 augustus 2006 (IS) |             |            |

### Mompach
| Object         | Bouwjaar/architect | Locatie             | Datum beschermd?     | Coördinaten | Afbeelding |
| -------------- | ------------------ | ------------------- | -------------------- | ----------- | ---------- |
| Oude boerderij |                    | Iewescht Strooss 28 | 12 oktober 2007 (MN) |             |            |

### Osweiler
| Object             | Bouwjaar/architect | Locatie | Datum beschermd?     | Coördinaten | Afbeelding |
| ------------------ | ------------------ | ------- | -------------------- | ----------- | ---------- |
| Twee kastanjebomen |                    |         | 25 januari 2010 (IS) |             |            |

### Rosport
| Object                                                                                   | Bouwjaar/architect | Locatie     | Datum beschermd?      | Coördinaten | Afbeelding |
| ---------------------------------------------------------------------------------------- | ------------------ | ----------- | --------------------- | ----------- | ---------- |
| Gebouwen van het nieuwe kasteel genaamd «Château Tudor», inclusief het aangrenzende park |                    |             | 13 november 2009 (MN) |             |            |
| Het oude kasteel «Irminenhof» met het park en de oude molen                              |                    | rue Tudor 7 | 30 januari 1984 (IS)  |             |            |
| Romeinse onderbouw liggend op het terrein                                                |                    |             | 31 oktober 1985 (IS)  |             |            |

### Steinheim
| Object                           | Bouwjaar/architect | Locatie        | Datum beschermd?      | Coördinaten | Afbeelding |
| -------------------------------- | ------------------ | -------------- | --------------------- | ----------- | ---------- |
| Bestrating van de rue du Village |                    | rue du Village | 13 augustus 1984 (IS) |             |            |
| Kerk en haar site                |                    |                | 13 augustus 1984 (IS) |             |            |

## Bron
- Liste des immeubles et objets classés monuments nationaux ou inscrits à l'inventaire supplémentaire